# Daniel Quintero
Daniel Quintero Calle, né le 26 janvier 1980 à Medellín, est un ingénieur et homme politique colombien, maire de Medellín de 2020 à 2023.

## Biographie

### Jeunesse et études
Daniel Quintero Calle naît le 26 janvier 1980 à Medellín. Il commence ses études universitaires à l’âge de 14 ans. Peu de temps après sa mère, femme et chef de famille décède. Comme beaucoup de colombiens il doit quitter ses études et commencer à travailler en enchaînant les petits boulots (vendeur, facteur, entre autres).
À l’âge de 16 ans, il rentre à nouveau à l’université mais, ne pouvant payer les frais de scolarité, il doit arrêter par manque d'argent pour la deuxième fois. À 17 ans, il retourne à l'université, cette fois-ci avec une bourse, et termine ses études en tant qu'ingénieur en électronique à l'université d'Antioquia. Jeune diplômé en ingénierie électronique, il fonde une société de développement de logiciels puis effectue son service militaire.
Il quitte ensuite la Colombie pour réaliser un MBA à l'université de Boston et un diplôme en administration des finances publiques à la Harvard Kennedy School of Government. De retour dans le pays, il continue ses études avec une spécialisation en finance à l'université des Andes puis s'oriente vers la gestion publique à l'université Javeriana.
En 2012, il crée la fondation Piensa Verde, depuis laquelle il crée les journées de plantation d’arbres. Il est également directeur de Innpulsa Colombia,. 

### Début de carrière politique
En 2013, Daniel Quintero fonde le Parti de la tomate, un mouvement qui rassemble 80 000 personnes et est financé par 90 000 entreprises. Il utilise des méthodes d'expression pacifique comme les lancers de tomates ou les casserolades. La ligne politique du parti est écologiste, en faveur de l'éducation et de la participation politique, ainsi que de la culture. Le parti ne parvient pas à être représenté au sein des instances politiques car il n'atteint pas le seuil fixé aux élections locales et ne peut payer les 230 millions de pesos nécessaires.
En 2014, il lance sa campagne pour devenir membre de la Chambre des représentants pour Bogota, en sautant d'un pont.
Après sa démission[De quoi ?], il est vice-ministre des Technologies de l'information et des Communications,,.

### Maire de Medellín
Daniel Quintero remporte l'élection municipale de 2019 et devient maire de Medellín à partir du 1er janvier 2020.
En 2021, il est suspendu de son mandat de maire pendant un an en raison d'enquêtes le visant. 
Il poursuit la politique entamée à Medellín en matière de sécurité, consistant à maintenir la tranquillité et la paix avec les narcotrafiquants afin d'éviter les violences. En octobre 2022, Daniel Quintero se félicite du fait que « la sécurité se compte en vies » dans la ville, après sept jours consécutifs sans homicide.
En avril 2022, un membre de l'opposition municipale (Centre démocratique) dépose plainte et l'accuse de s'impliquer illégalement dans la politique nationale, après plusieurs publications qui soutiendraient implicitement la campagne de Gustavo Petro pour l'élection présidentielle de 2022.
Le 30 septembre 2023, Daniel Quintero démissionne de façon inattendue, trois mois avant la fin officielle de son mandat, alors qu'il est impliqué dans plusieurs scandales et affaires judiciaires. Il est notamment accusé d'avoir dépensé plus que la limite autorisée pour une campagne politique, ainsi que d'avoir attribué des fonctions officielles contre paiement ou à certains de ses proches. Il est crédité d'un taux de désapprobation de 61,9 %. Óscar de Jesús Hurtado Pérez le remplace à titre intérimaire. Quintero apporte son soutien à l'un des candidats, Juan Carlos Upegui, qui ne remporte cependant pas l'élection du 29 octobre 2023. C'est Federico Gutiérrez qui lui succède à partir du 1er janvier 2024. 
Selon Finance Colombia, Daniel Quintero aurait des ambitions présidentielles et préparerait sa candidature pour l'élection présidentielle de 2026. 

## Menaces de mort
Daniel Quintero exprime publiquement son opposition à la mauvaise gestion du projet de barrage d'Ituango et à la vente d'actifs d'Empresas Públicas de Medellín,,, ainsi qu'aux problèmes de sécurité publique à Medellin, ce qui lui vaut de recevoir des menaces de mort.